# Zhenwei Wang
Zhenwei Wang (xinès simplificat: 王振威, xinès tradicional: 王振威, pinyin: Wáng Zhenwei), (20 d'octubre de 1995) és un jove actor i artista marcial xinès. És conegut pel seu paper com Cheng (Cheng Lu) (陆伟程 Lù Wěichéng) en la pel·lícula Karate Kid, remake de la pel·lícula original de 1984.

## Primers anys
És el fill menor de Chao Wang Guo, (xinès simplificat: 王朝国). La seva família era originària de Handan, Qiuxian, Hebei, Xina (xinès simplificat: 中国 河北省 邯郸 市 邱县), però el seu pare el va portar a Pequín perquè ell rebés una millor educació. A l'edat de quatre anys i mig, el seu pare el va enviar a una escola d'esport aficionat, que també va ser l'escola de Jet Li, ja que estava "feble i malaltís", d'acord amb el seu pare. Zhenwei es va centrar altament durant les sessions de pràctica. A la seva curta edat, no es va queixar d'estar cansat, fins i tot després d'hores de pràctica.
Després d'anys de dur treball i esforç, Zhenwei va guanyar grans elogis de la indústria de Wushu amb la seva determinació i la base ferma d'arts marcials. Zhenwei ha rebut molts premis en competicions nacionals a una edat primerenca. Va ser guardonat amb dues medalles d'or en el Concurs de la Joventut de Beijing Wushu. Després d'entrenar en una escola esportiva durant tres anys i mig, el seu pare el va enviar a un gimnàs i va començar a estudiar els plans nacionals de rutines de Wushu.
Va entrar en primer lloc, de cinquanta-set competidors, excel·lent quan l'equip nacional de Wushu va estar en la recerca de nous membres, i ell va entrar en l'èxit nacional de Wushu B-Equip. Als catorze anys va fer una prova per a "Karate Kid (2010)", on li van donar el paper de Cheng en aquesta pel·lícula que va ser un gran èxit per tots ells.

## The Karate Kid
En l'Acadèmia de Cinema de Pequín (xinès simplificat: 北京 电影 学院), un total d'aproximadament deu mil concursants seleccionats van participar en l'audició. La selecció va ser estricta: anglès fluid, habilitats de Wushu, l'aspecte físic, en qualitat d'expressions facials, i fins i tot el control sobre expressions dels ulls van ser avaluats. Després de tres mesos d'audicions, Zhenwei va superar amb èxit totes les dificultats i es va convertir en Cheng.

## Lesió
En filmar Karate Kid, Zhenwei va sofrir una lesió al cap que va requerir quatre punts de sutura. Ho va rebre durant la persecució de Jaden Smith (que va interpretar a Dre Parker) després de ser esquitxat per l'aigua bruta; Zhenwei es va copejar el cap amb una llauna d'oli. A més, va rebre altres lesions menors que van causar molt dolor.